# 格羅斯波因特燈塔 (伊利諾州)
格羅斯波因特燈塔（英文：Grosse Point Light）位於美國伊利諾州的埃文斯頓。在埃文斯頓附近發生多次航運災難後，居民成功遊說聯邦政府建造燈塔，建設於1873年完成。燈塔於1976年9月8日被列入國家史蹟名錄。1999年1月20日，燈塔被指定為國家歷史地標。目前由獨立稅務機關埃文斯頓燈塔公園管理處管轄。

## 歷史

#### 建設原因
隨著美國中西部的發展、芝加哥的擴張、芝加哥大火以及整個五大湖的自然資源貿易和開采的增加，船舶交通也在增加，也更突顯了燈塔的重要性。美國政府同意在格羅斯建造燈塔，主因為該地區附近數次發生的海上災難。其中特別有影響的是1860年埃爾金夫人號的沉沒，這場災難奪走了300多人的生命。埃文斯頓的公民向政府請願要求建立燈塔，但南北戰爭（1861~1865）推遲了該項目的資金。

#### 建設完成與啟用
燈塔的建造於1872年正式動工，由設計此燈塔的奧蘭多·梅特卡夫·坡監督。大部分建築構造在1873年6月30日之前就完成了，但直到1874年3月燈塔才開始運作。1865年夏天，坡上校成為燈塔委員會的總工程師；1870年，他被提升為上五大湖第11燈塔區的總工程師。他以此身份設計了八座「坡式燈塔」並監督了其中幾座的建設，格羅斯波因特燈塔便是其中之一，該建築也和其他七座燈塔一樣採用意大利式建築設計。

#### 退役和轉換為私人導航輔助
1935年，聯邦政府將燈塔和燈塔外的建築物和空地移交給埃文斯頓市。1941年，美國海岸警衛隊將格羅斯波因特燈塔退役並熄燈，以預防珍珠港事件後可能發生的空襲。退役後，埃文斯頓收到了燈塔的管理權，但聯邦政府在官方需要時能重新收回燈塔。
這座燈塔在1945年二戰結束重新點亮，從那時起一直作為輔助導航設備。燈塔由伊利諾州埃文斯頓的燈塔公園經營，公園曾經被稱為東北公園，但後來為了紀念燈塔而重新命名。

## 建築與設計
格羅斯波因特燈塔的主要結構是一個矗立在混凝土地基上的錐形燈塔，且底座木樁的深度達到30英尺（9.1公尺）。燈塔有著兩道傾斜角度不同的牆壁，且牆壁之間是中空的。內壁的厚度為8英寸（20公分）並垂直上升，外牆厚度為12英寸（30公分），略微向內傾斜，使塔呈圓錐形。塔的底部周長為22英尺（6.7公尺），護欄處的周長為13英尺3英寸（4.04公尺） 。塔燈上層是玻璃和鐵組建而成，頂部是銅板屋頂。

#### 鏡片
燈塔所使用的二階菲涅耳透鏡是五大湖上最大的五個透鏡之一，由巴黎的亨利·勒波特（法文：Henry-Lepaute）公司製造。據說這是僅存仍然在五大湖地區使用的二階菲涅耳透鏡。
這是美國燈塔仍在使用的70個菲涅爾透鏡之一，其中16個在五大湖地區，8個在密西根州。

## 圖片

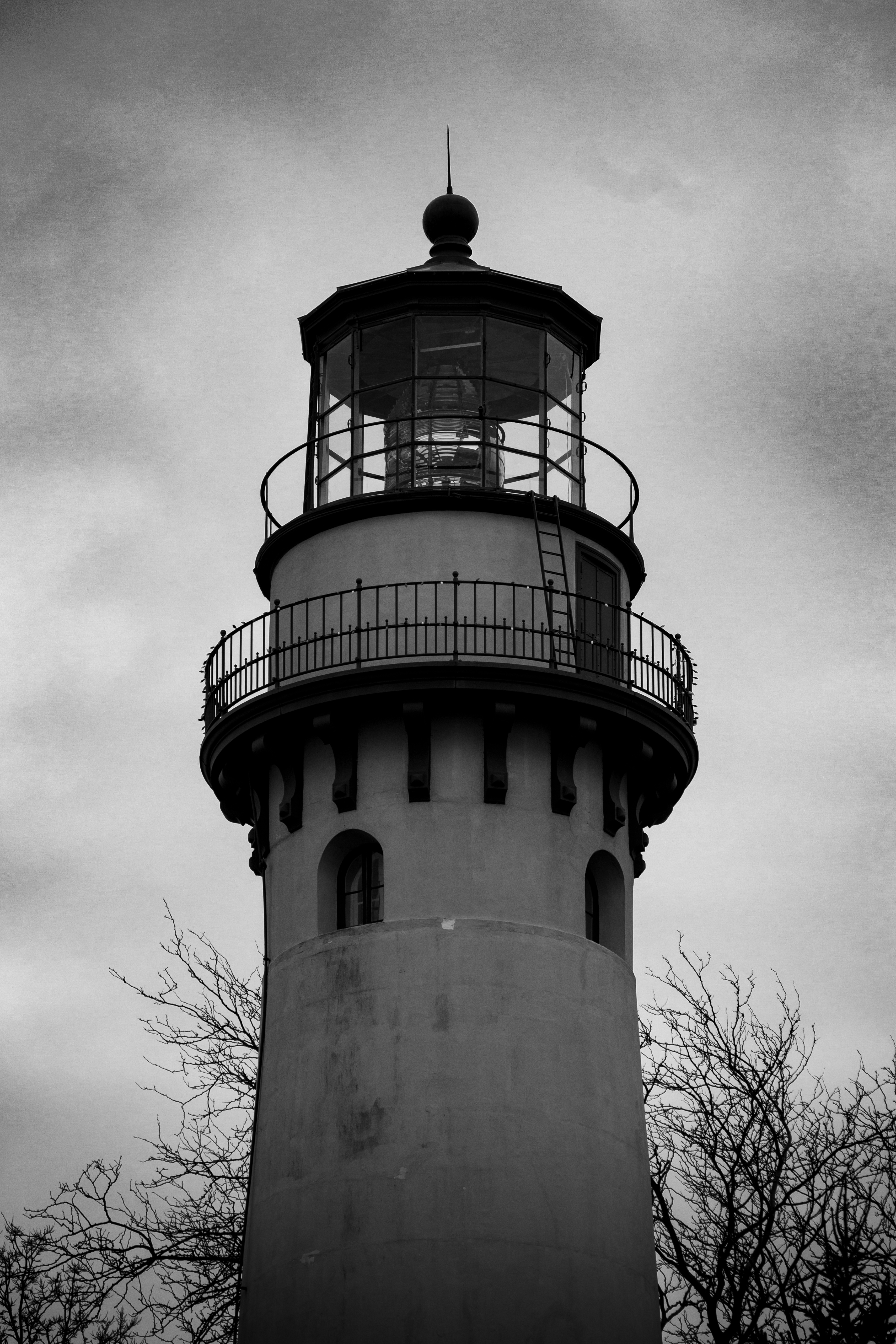
未註明日期的燈塔特寫照片
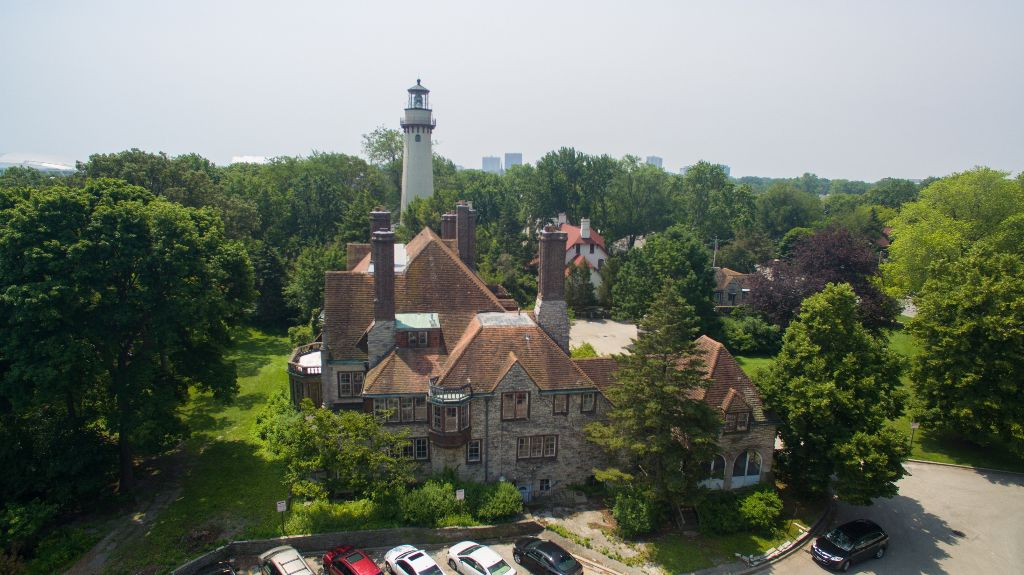
燈塔公園與格羅斯波因特燈塔
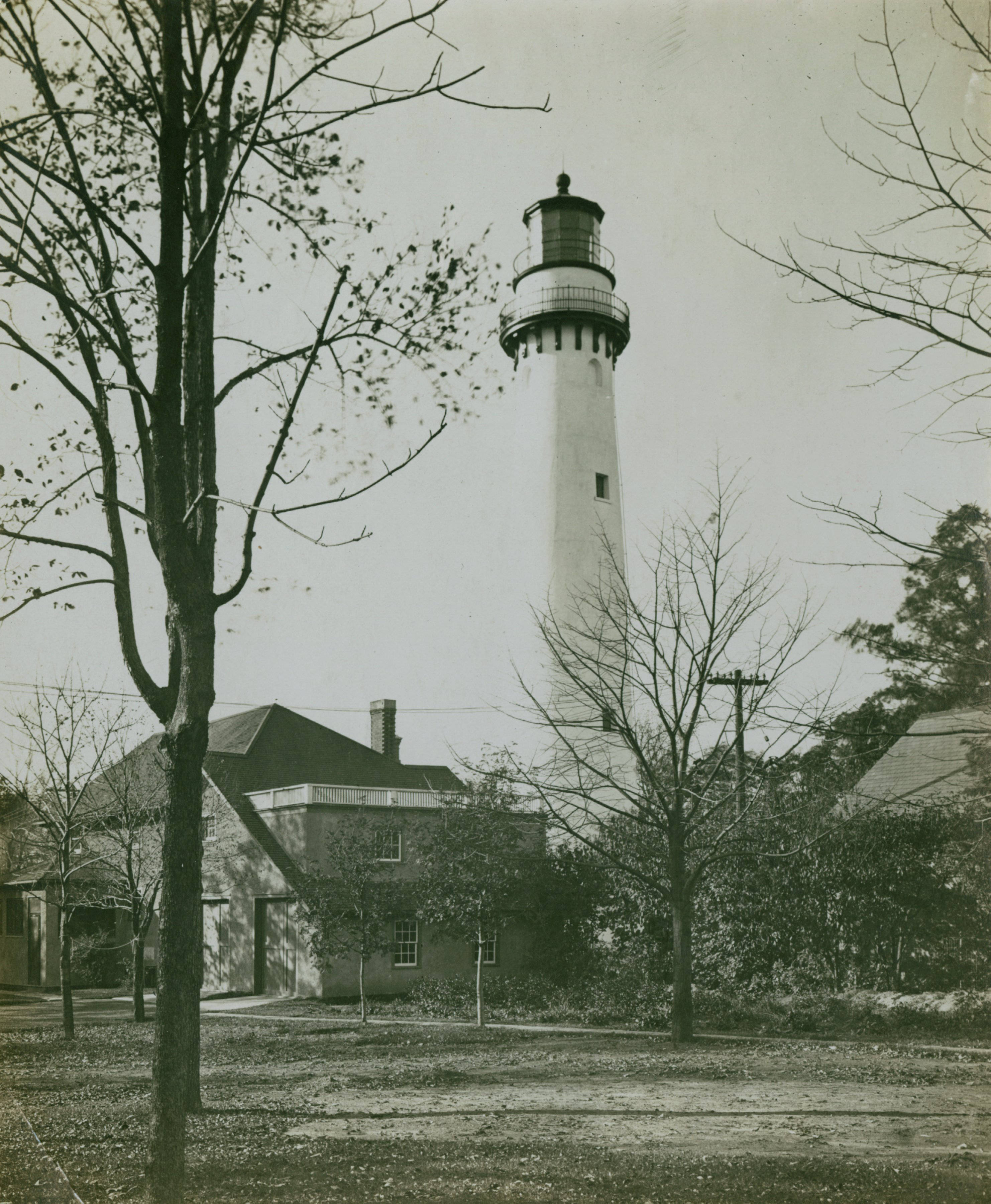
1938年時的燈塔

## 外部連結
- Lighthouse Park District of Evanston. （页面存档备份，存于）
- Grosse Point Lighthouse （页面存档备份，存于）
- Survey number HABS IL-1212 - Grosse Point Lighthouse, 2601 Sheridan Road, Evanston, Cook County, IL
- Terras, Donald J., "Grosse Point Light Station Study", National Historic Landmark, 1999. （页面存档备份，存于）